# Torre Malpica

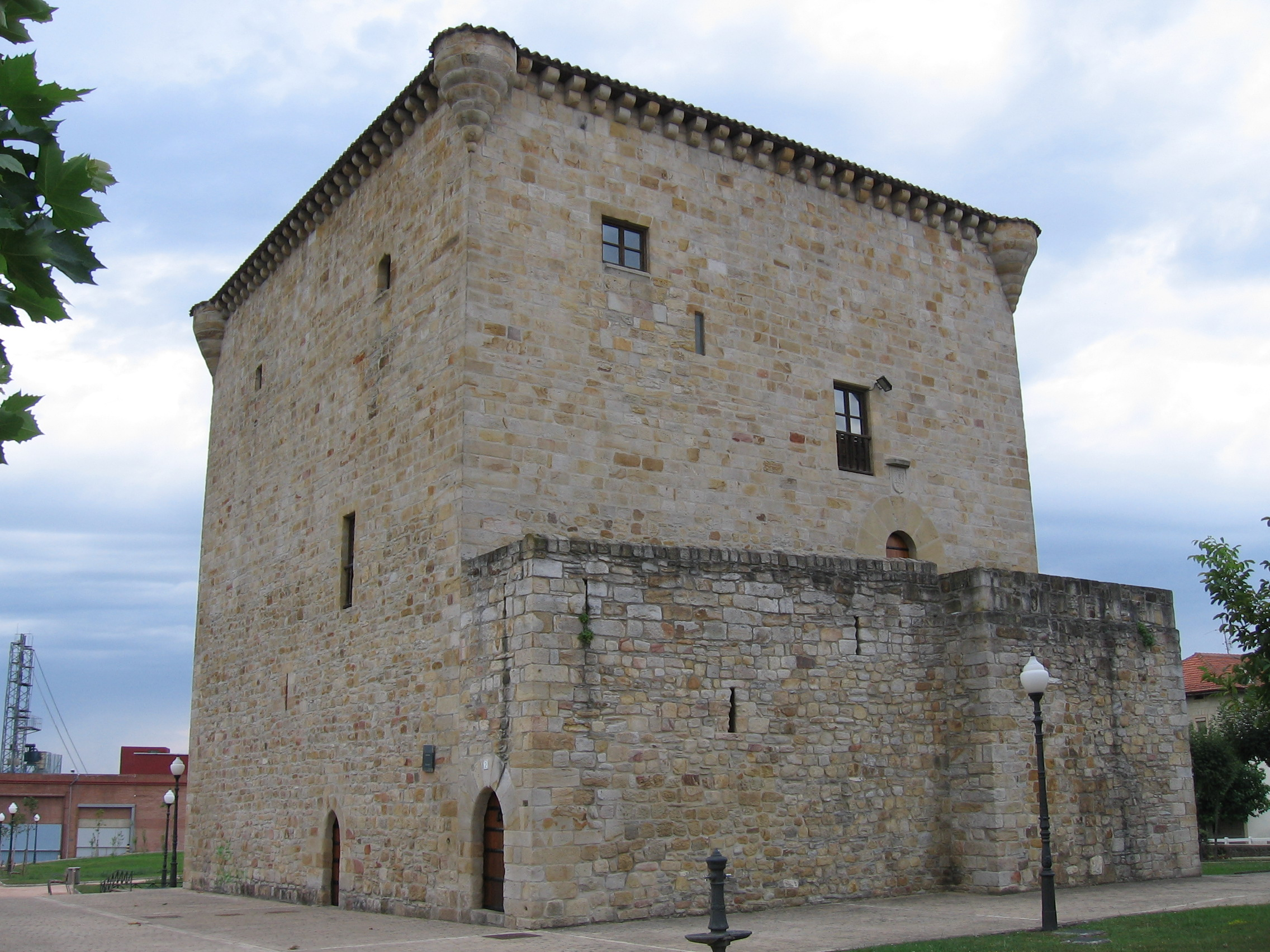
Torre Malpika o de Zamudio.

La torre Malpica o torre de Zamudio es una casa-torre medieval situada en el barrio de Arteaga, junto a la iglesia de San Martín de la localidad vizcaína de Zamudio (País Vasco, España).
Se trata de un edificio de carácter defensivo que presenta aspecto sólido y cerrado con claro predominio del muro sobre el hueco. De planta cuadrangular y aspecto cúbico que se apareja en sillarejo de tamaño irregular en la planta baja y sillería en altura. Da cabida a cuatro niveles de pisos holladeros de madera que se calzan en los muros y en una serie de pies derechos adosados a ellos. Mide 16,55 m de altura por 16 m de ancho. 
El espesor de sus muros es uno de los aspectos más destacables, llegando a los 2,7 metros en los que se abren ventanas en bocina con bancos de piedra adosados en el interior como suele ser común en las salas nobles de los castillos europeos. Entre los diferentes elementos que se abren en los muros destaca una letrina volada en la fachada de poniente.
Posee dos accesos, uno a nivel de suelo, apuntado y de dovelas, que da acceso a la parte baja, antiguas caballerizas en las que en sus gruesos muros se abren estrechas ventanas que sirven de respiraderos y otro que se sitúa en la primera planta. A él se accede mediante una escalera de patín adosada al muro que mira a la iglesia de San Martín. La escalera de patín está fortificada con almenas y cañoneras. El acceso es en arco de medio punto con dovelas radiales que porta en la clave el escudo de armas de los Zamudio. La fachada principal, orientada a Oriente, tenía un acceso que fue tapiado para dar paso al actual.
En lo más alto de los muros se observa friso de canes y garitones circulares apeados en repisas cónicas escalonadas sobre los que reposa el tejado, que es a cuatro aguas. Estas construcciones, que realzan la imagen castrense del edificio, parecen ser que no tuvieron fin militar alguno y que eran solamente decorativas ya que carecen de una línea perimetral almenada que les daría sentido.
Torre Malpica es una edificación de principios del siglo XV que presenta elementos propios del gótico final e incluso alguno de época renacentista. La segunda planta de la torre se rehízo en el siglo XIX y, aprovechando su notable altura, se construyó un piso intermedio. La última planta es la mejor iluminada y en la fachada destaca un arco conopial.
Se estima que el cambio de aparejo (forma o modo en que quedan colocados los materiales en una construcción) pueda tratarse de una reconstrucción realizada después de un ataque de los Butrón (familia de bando contrario a los Zamudio) en 1443. Se sabe que los Zamudio realizaron una renovación total del solar hacia 1515.
En el siglo XVIII la torre pasó a ser propiedad de la familia Malpica. Luego se convirtió en casa de labranza, actividad que mantuvo hasta finales del siglo XX, cuando pasó a manos municipales y se reconstruyó, ubicando en ella la biblioteca municipal y una sala multiuso en sus bajos.

## Linaje de los Zamudio
Los Zamudio fueron un linaje de primer orden del Señorío de Vizcaya, descendientes directos de la primera dinastía fundadora del reino de Pamplona-Navarra, patronos de la iglesia de San Martín donde se pueden ver sus armas. Esta asociación de casa torre, linaje e iglesia era normal en tiempos medievales en Vizcaya.